# Leandro Vieira
Leandro Ricardo Vieira est un footballeur brésilien né le 3 avril 1979.